# 三苏墓
三苏墓，也称三苏坟，俗称苏坟、苏家坟。位于河南省平顶山市郏县西北五十里的小峨眉山麓，是北宋时期知名“三苏”的苏洵、苏轼、苏辙三人的墓冢。墓园中有三坟，苏洵墓居中，苏轼、苏辙分葬两侧。其西南300米是始建于宋仁宗时期的广庆寺，今见建筑多为晚清重建。广庆寺后东北方为供奉了三苏塑像的三苏祠。
苏轼于建中靖国元年（1101年）七月卒于常州，次年葬于此。此后十一年苏辙卒于许昌，其子孙将其葬于此。在此之前苏洵已于治平三年（1066年）卒于开封，次年十月葬于四川彭山县，此处的苏洵墓为元朝至正年间县尹杨允所置的衣冠冢。
墓地周边有历代留下的诗文碑刻，2006年，三苏墓被中国国务院列为第六批中国国家级重点文物保护单位，编号622，名为“三苏祠和墓”，属古建筑类，年代为元至清的。 
相传北宋绍圣元年（1094年）苏轼与弟弟苏辙在汝州相见，兄弟俩人后在四周游玩，见此地景色与家乡眉山有几分相像，遂将此地定为养老和埋骨之所。亦有称是元丰七年（1084年）苏轼被贬为汝州团练副使时，在此嘱咐苏辙葬此之意。